# Geofágie
Geofágie označuje pojídání půdy či hlíny. Jedná se o poruchu chování lidí a zvířat. V případě člověka se geofágie vyskytuje nejčastěji u dětí do 2 let nebo u mentálně zaostalých a psychicky nemocných osob. U zvířat může geofágie vznikat jako následek onemocnění nervového aparátu nebo při nedostatku nějaké životně důležité živiny (stopového prvku). Typickým příkladem infekční nemoci zvířat, při které je geofágie běžná, je vzteklina a Aujeszkyho choroba.